# Pucz moskiewski
Pucz moskiewski, pucz sierpniowy lub pucz Janajewa – próba powstrzymania rozpadu systemu komunistycznego (demokratyzacja życia, tendencje separatystyczne) w przeżywającym głęboki kryzys ekonomiczny Związku Radzieckim. Nieudany zamach stanu przeciw władzy prezydenta Związku Radzieckiego Michaiła Gorbaczowa, próba przejęcia władzy w Związku Radzieckim przez „twardogłowych” liderów Komunistycznej Partii Związku Radzieckiego, przeprowadzona w dniach 19–21 sierpnia 1991 roku. Twórcy zamachu wykorzystali powszechne niezadowolenie biurokracji państwowej oraz armii wobec głasnosti i pieriestrojki (która miała osłabić władzę centralną na rzecz uprawnień republik), uwięzili Michaiła Gorbaczowa, a wiceprezydent Giennadij Janajew przejął jego stanowisko. Do Moskwy weszło wojsko radzieckie wyposażone w czołgi i otoczyło wszystkie ważniejsze gmachy. Przywódcy puczu nie mieli jednak klarownego scenariusza przewrotu ani wystarczającej determinacji, żeby go skutecznie wykonać. Sprzeciwiający się zamachowi prezydent Rosyjskiej Federacyjnej Socjalistycznej Republiki Radzieckiej Borys Jelcyn (będący liderem obozu demokratycznego) bezzwłocznie przekształcił budynek rosyjskiego parlamentu w centrum oporu i unieważnił rozkazy nowego przywództwa. Borys Jelcyn uzyskał poparcie społeczeństwa, lojalnych jednostek wojskowych i międzynarodowe (zwłaszcza Stanów Zjednoczonych, np. funkcjonariusze Centralnej Agencji Wywiadowczej podsłuchiwali rozmowy przywódców puczu). Pucz Janajewa nie powstrzymał reform, a doprowadził do ich gwałtownego przyspieszenia, wynosząc przy tym do władzy Borysa Jelcyna, który zastąpił Michaiła Gorbaczowa (Borys Jelcyn toczył z Michaiłem Gorbaczowem nieformalną walkę o Kreml). Podczas puczu zginęło 15 osób.

## Geneza

Republiki Związku Radzieckiego uczestniczące w nowym traktacie związkowym (czerwony i pomarańczowy) oraz nieuczestniczące (czarny)

Wobec pogłębiającego się kryzysu w państwie radzieckim, jego przywódca, komunista Michaił Gorbaczow, lawirował pomiędzy zwolennikami zmian a ich przeciwnikami dążącymi do siłowego stłumienia tendencji demokratyzacyjnych. Wywoływało to niezadowolenie obu stron i skłaniało je do radykalizacji działań. W Związku Radzieckim partia komunistyczna utraciła konstytucyjną gwarancję monopolu na władzę, a Gorbaczow poszukiwał alternatywnego dla KPZR oparcia władzy. W części republik pojawiały się tendencje niepodległościowe. 12 czerwca 1991 roku lider obozu demokratycznego Borys Jelcyn zwyciężył w wyborach prezydenckich w Federacji Rosyjskiej, zdobywając ogromny wpływ na większość obszaru państwa.
Michaił Gorbaczow usiłował zachować ZSRR poprzez negocjowanie nowego traktatu związkowego (tzw. proces nowo-ogariowski) z 23 kwietnia 1991. Projekt traktatu wedle formuły „9+1” (9 republik ZSRR zainteresowanych nową organizacją: Rosyjska FSRR, Ukraińska SRR, Białoruska SRR, Uzbecka SRR, Kazachska SRR, Azerbejdżańska SRR, Kirgiska SRR, Tadżycka SRR, Turkmeńska SRR) zapowiadał przekształcenie ZSRR w nowe państwo konfederacyjne o nazwie „Związek Suwerennych Republik Radzieckich”, w którym scentralizowaną władzę Moskwy zastąpiłaby szeroka autonomia republik. Rozwiązanie to pozwoliłoby jednak zachować istnienie jednego państwa ze wspólną armią, walutą i polityką zagraniczną. Nowy traktat związkowy (w miejsce „leninowskiego” traktatu z 1922 roku) miał zostać podpisany 20 sierpnia 1991 roku w Moskwie.
Dodatkowo Gorbaczow zgodził się na odwołanie czołowych polityków „twardogłowych”, m.in. wiceprezydenta Giennadija Janajewa, premiera Walentina Pawłowa, ministra obrony Dmitrija Jazowa i szefa KGB Władimira Kriuczkowa. Rozmowy Gorbaczowa w jego podmoskiewskiej rezydencji były podsłuchiwane przez KGB. Grupa przeciwników reform od dawna przygotowywała plan obalenia Gorbaczowa, a w sytuacji bezpośredniego zagrożenia przyspieszyła działania. Byli to jednak ludzie niecieszący się poparciem społeczeństwa, już wcześniej skompromitowani. Ponadto grupa nie miała spójnego planu działania, np. wojsko nie miało jasnych rozkazów dotyczących użycia siły.

## Przebieg

### 18 sierpnia
W nocy z 18 na 19 sierpnia doszło do zamachu stanu. Delegacja samozwańczego komitetu przybyła do przebywającego na urlopie w krymskiej posiadłości Foros prezydenta ZSRR Michaiła Gorbaczowa, ogłaszając swoje postanowienia i próbując wymóc na Gorbaczowie dobrowolne wprowadzenie stanu wyjątkowego. Przedtem zerwana została łączność telekomunikacyjna posiadłości. Wobec odmowy, prezydenta internowano (areszt domowy) i odebrano mu aparaturę kierującą głowicami jądrowymi. Doszło do przejęcia władzy przez 8-osobowy Państwowy Komitet Stanu Wyjątkowego (PKSW). Na czele tego komitetu stał wiceprezydent ZSRR Giennadij Janajew. Oprócz niego w skład Komitetu wchodzili: premier Walentin Pawłow, minister obrony Dmitrij Jazow, szef KGB Władimir Kriuczkow, minister spraw wewnętrznych Boris Pugo, I zastępca przewodniczącego Rady Obrony ZSRR Oleg Bakłanow, przewodniczący Związku Rolników ZSRR Wasilij Starodubcew, przewodniczący Stowarzyszenia Państwowych Obiektów Przemysłu, Budownictwa, Transportu i Łączności ZSRR Aleksandr Tiziakow. W czasie więzienia, Gorbaczow wielokrotnie domagał się połączenia telefonicznego z Moskwą. Wobec odmowy, zaczął on spisywać przemówienia, które zamierzał przedstawić społeczeństwu po uwolnieniu.

### 19 sierpnia
19 sierpnia o godz. 6:00 rano w państwowych telewizji i radiu ogłoszono, iż ze względu na rzekomy zły stan zdrowia Gorbaczowa, został on zawieszony w wykonywaniu funkcji prezydenta, a jego obowiązki na mocy konstytucji przejął tym samym wiceprezydent Janajew. Telewizyjne orędzie poprzedziła emisja rosyjskiej sztuki „Jezioro łabędzie”. Emisje tego baletu towarzyszyły już wcześniej przy zmianie władzy w ZSRR.
Komitet ogłosił na niemal całym terytorium ZSRR stan wyjątkowy (miał obowiązywać przez pół roku), wydał Odezwę do narodu radzieckiego, jednocześnie wprowadzając kontrolę prasy (duża część dzienników i czasopism została zawieszona) oraz zakaz demonstracji i strajków. Do Moskwy wkroczyły oddziały wojskowe uzbrojone w czołgi, okrążając wszystkie ważniejsze gmachy w mieście, nie otrzymując dalszych rozkazów. Dochodzi do rozmów żołnierzy z mieszkańcami Moskwy. W Rydze OMON atakuje najważniejsze obiekty w mieście, wcześniej dokonując inwazji na Litwę, powtarzając scenariusz ze stycznia tego samego roku, blokując drogi do Wilna i zajmując tam kluczowe miejsca. O 17.00 dochodzi do pierwszej i jedynej konferencji prasowej z udziałem Komitetu, gdzie dziennikarze zadawali członkom niewygodne pytania.
Zamach wywołał zdecydowaną reakcję sił demokratycznych, a głównym ogniskiem oporu stał się budynek parlamentu Rosji (tzw. Biały Dom), gdzie obywatele zaczęli wznosić barykady. Wśród obrońców parlamentu znajdowali się ludzie młodzi, starsi, weterani z Afganistanu, a także artyści (jak Michaił Głuzski czy Mstisław Rostropowicz). Prezydent Federacji Rosyjskiej Borys Jelcyn uznał działanie komitetu za nielegalne i wezwał do protestów oraz bojkotu zarządzeń przywódców zamachu. Mer Leningradu Anatolij Sobczak wystąpił przeciwko puczystom i wezwał mieszkańców miasta do demonstracji następnego dnia. Przewodniczący Ukraińskiej SRR Łeonid Krawczuk odmówił podporządkowania się rozkazom PKSW. Do wieczora Jelcyn skontaktował się z zachodnimi przywódcami w celu zyskania poparcia. W nocy Dywizja Tamańska przeszła na stronę obrońców Białego Domu i ujawniła, że większość wojsk w mieście jest bez amunicji.
W niektórych miejscach kraju powstawały lokalne Komitety Stanu Wyjątkowego (np. w Leningradzie, gdzie został on szybko rozwiązany przez władze miasta). Większość jednostek wojskowych nie podjęła działań, czekając na rozwój wypadków. Głównym teatrem wydarzeń pozostała stolica.

### 20 sierpnia
20 sierpnia Komitet był popierany tylko przez niektóre lokalne władze i prokomunistyczne organizacje, zaś w wielu regionach ZSRR nasilił się opór przeciw puczowi. Do Tallina w Estonii zostały wysłane jednostki Armii Radzieckiej. W odpowiedzi kraj ten ogłosił niepodległość. W odpowiedzi na blokadę mediów mieszkańcy ZSRR zaczęli słuchać zagranicznych stacji radiowych (Radio Swoboda czy Głos Ameryki). Drukowane są niezależne gazety i ulotki. PKSW ogłosił wprowadzenie godziny milicyjnej i patrole wojskowe po godz. 23 oraz opracował plan szturmu Białego Domu, w którym uwzględnione zostały ofiary cywilne. Nastroje wśród żołnierzy pogorszyły się. W Leningradzie doszło do zaplanowanej wcześniej manifestacji liczącej 300 tysięcy uczestników. Milicja wręczyła broń niektórym obrońcom parlamentu Rosji. Wieczorem dowódca Wojsk Powietrznodesantowych Pawieł Graczow przeszedł na stronę Jelcyna.

### 21 sierpnia

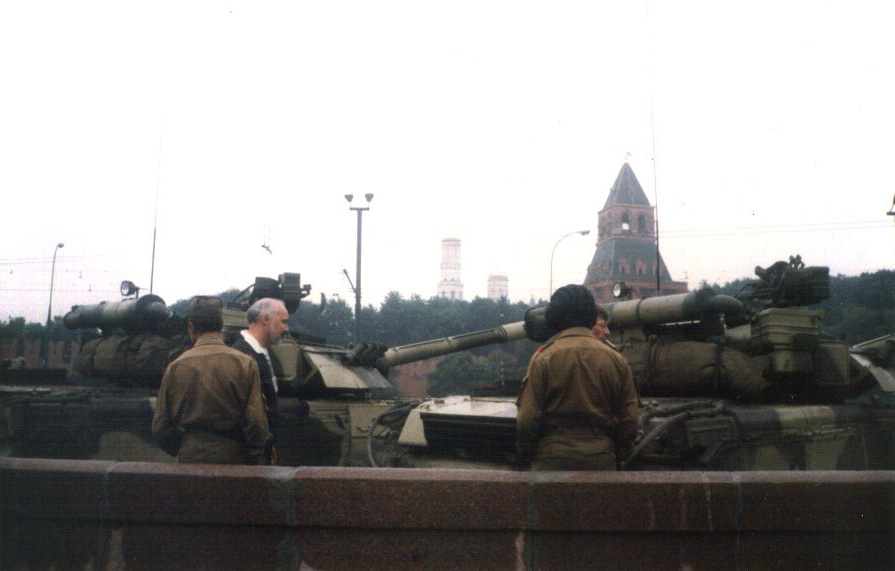
Czołgi T-80 w pobliżu placu Czerwonego podczas puczu

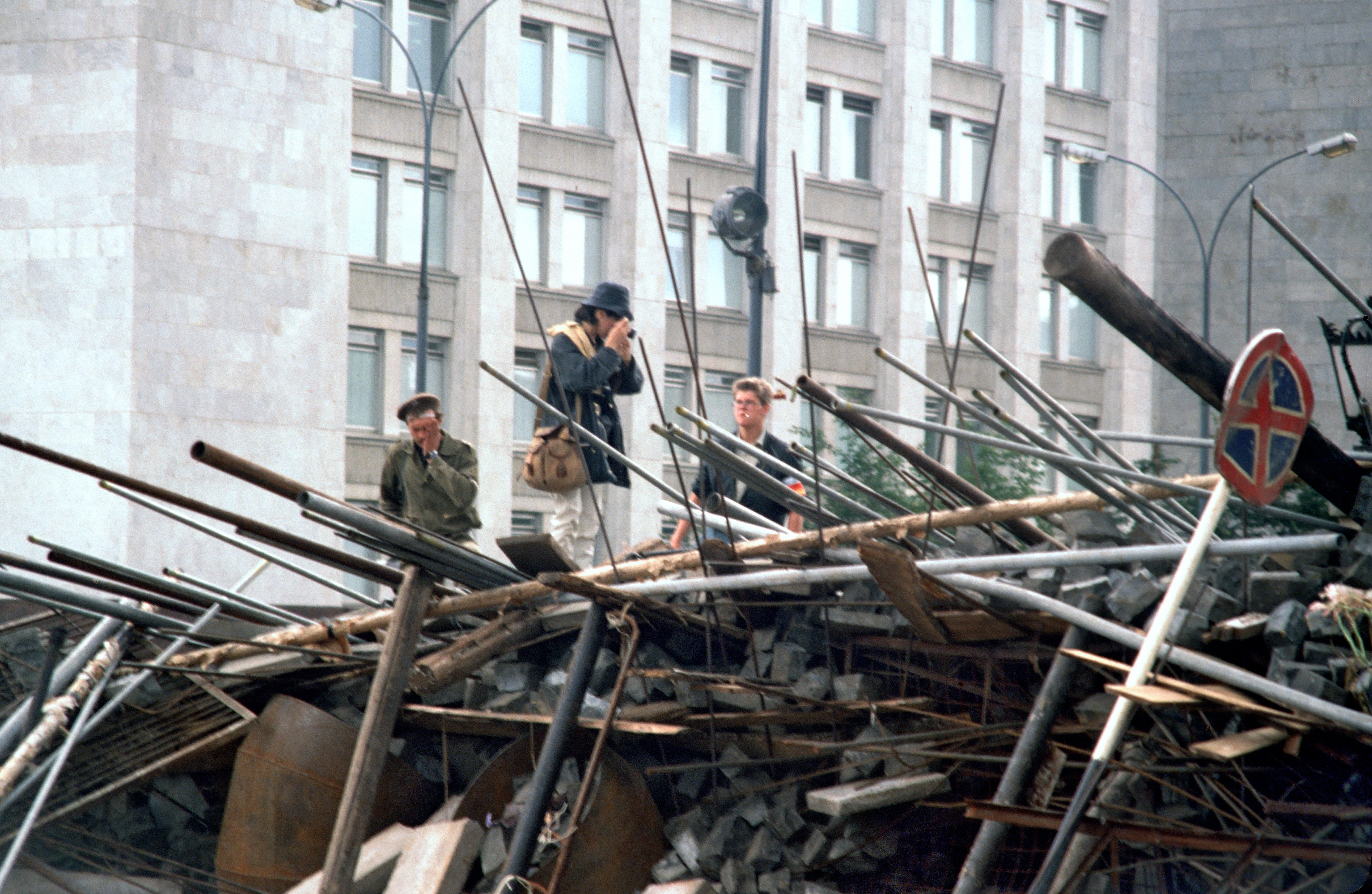
Barykada na Garbatym moście w pobliżu Białego Domu

W nocy z 20 na 21 sierpnia doszło do manewrów pojazdów wojskowych, które zamierzały skoncentrować się wokół Białego Domu. Zwolennicy Jelcyna zablokowali tunel pod Prospektem Kutuzowskiego przy pomocy trolejbusów, uniemożliwiając wojsku przejazd. Ludzie zaczęli wskakiwać na bojowe wozy piechoty. Załogi pojazdów otworzyły ogień ostrzegawczy, w wyniku którego zginęło dwóch mężczyzn. Wcześniej jedna osoba została przypadkowo zmiażdżona przez BWP. Od strony Placu Powstania (dziś Plac Kudryński) protestujący zablokowali kolumnę wojskową. Wiceprezydent Rosyjskiej FSRR Aleksandr Ruckoj wezwał obrońców parlamentu, aby nie stawiali oporu w przypadku szturmu. Radio Wolna Europa podało (jak się później okazało, fałszywą) informację o strzałach na Dworcu Kijowskim.
Po nocnych wydarzeniach coraz więcej generałów opowiadało się za wycofaniem wojsk z Moskwy. Minister Obrony Dmitrij Jazow przystał na ich propozycję. Do wieczora jednostki wojskowe wycofały się ze stolicy. Śmierć cywilów spowodowała też cofnięcie poparcia dla Komitetu przez niektóre lokalne organy władzy. W obliczu porażki PKSW wysłało delegację w osobach Jazowa i Kriuczkowa na Foros w celu negocjacji z Gorbaczowem. Odmówił on jednak wszelkich rozmów z puczystami. Później na Krym przybyli przedstawiciele władz Rosji, którzy zabrali Prezydenta ZSRR ze sobą. Po południu Prezydium Rady Najwyższej uznało działania puczystów za niezgodne z prawem. Prokurator generalny RFSRR wydał nakaz aresztowania członków Państwowego Komitetu Stanu Wyjątkowego. Mer Leningradu skontaktował się z generałem Anatolijem Łukjanowem oraz nakazał mu wycofać wojska z Tallina. Ok. godz. 19 radzieckie siły opuszczają Estonię.
Po powrocie do Moskwy Gorbaczow mianował nowych szefów resortów spraw wewnętrznych, obrony oraz KGB. W instytucjach tych rozpoczęto wymianę kadr. Nie udał się jednak do tłumu obrońców Białego Domu, co zostało źle odebrane przez nich oraz opinię publiczną i być może przesądziło o jego dalszych losach politycznych. W następnych dniach proces wymiany personalnej na najwyższych stanowiskach objął także inne urzędy, m.in. Ministerstwo Spraw Zagranicznych i Prokuraturę Generalną (ustąpili ich szefowie Aleksandr Biessmiertnych i Nikołaj Trubin). 22 sierpnia samobójstwo popełnił członek Państwowego Komitetu Stanu Wyjątkowego Boris Pugo, a w kolejnych dniach kilku innych związanych z puczem polityków.

## Dalsze wydarzenia
22 sierpnia nad budynkiem parlamentu RFSRR zawisła biało-niebiesko-czerwona flaga w miejsce dawnej z sierpem i młotem. Następnego dnia doszło do masowych demonstracji, w trakcie których dochodziło do niszczenia symboliki komunistycznej. Najbardziej spektakularnym wydarzeniem tamtych dni było obalenie pomnika Feliksa Dzierżyńskiego znajdującego się na placu Łubiańskim.
W budynku Kremla doszło do aresztowania Giennadija Janajewa. Wkrótce później ten sam los spotkał pozostałych członków Komitetu, a także innych ludzi, którzy w jakiś sposób byli zamieszani w zamach stanu (Łukjanow, Achromiejew, Bołdin, Szenin, Kupcow). Nie zdołano schwytać Borisa Pugo – 22 sierpnia zabił swoją żonę, a następnie popełnił samobójstwo we własnym mieszkaniu.
W rezultacie puczu zawieszono działalność (24 sierpnia), a następnie zlikwidowano (29 sierpnia) KPZR. Proces demontażu pozostałości systemu komunistycznego przybrał na sile – klęskę puczu Janajewa uznaje się niekiedy w historiografii oraz publicystyce za upadek systemu komunistycznego w ZSRR.
Prezydenta Gorbaczowa pozbawiono przyznanych mu we wrześniu 1990 roku specjalnych pełnomocnictw w sprawach gospodarczych, wzrosła zaś rola Borysa Jelcyna, który zdobył realną władzę na terenie republiki rosyjskiej. On też faktycznie kierował nominacjami na stanowiska ministerialne, które formalnie przeprowadzał prezydent ZSRR. Jego działania w trakcie puczu prowadzone były teoretycznie w obronie legalnej władzy Gorbaczowa, jednak pogromcy puczystów nie zatrzymali się po zwycięstwie i całkowicie zmarginalizowali rolę prezydenta ZSRR w polityce wewnętrznej. Na przełomie sierpnia i września, a także w kolejnych miesiącach większość republik radzieckich ogłosiła swoją niepodległość. Gorbaczow podejmował próby stworzenia nowego traktatu związkowego z jeszcze większą decentralizacją władzy (Związek Suwerennych Państw), jednak zostało to całkowicie zniweczone przez porozumienie w Białowieży, które miało miejsce w grudniu tego samego roku.

Gmach parlamentu i polegli jego obrońcy upamiętnieni na jednych z ostatnich znaczków poczty ZSRR
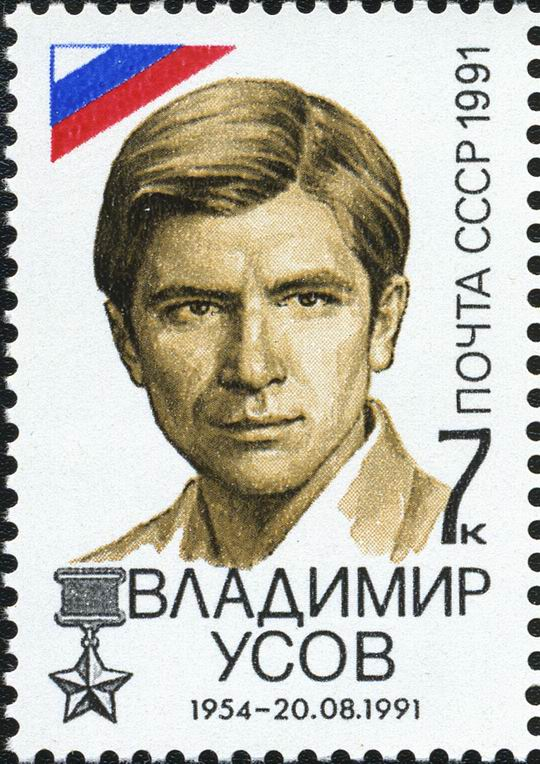
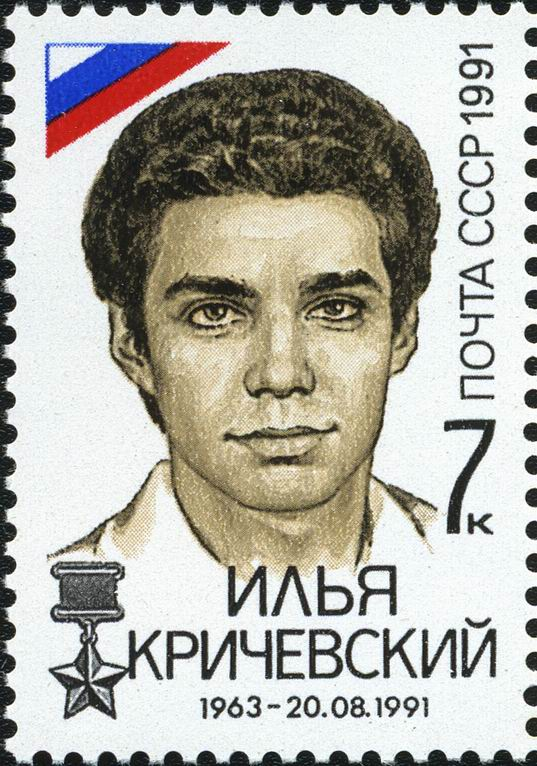
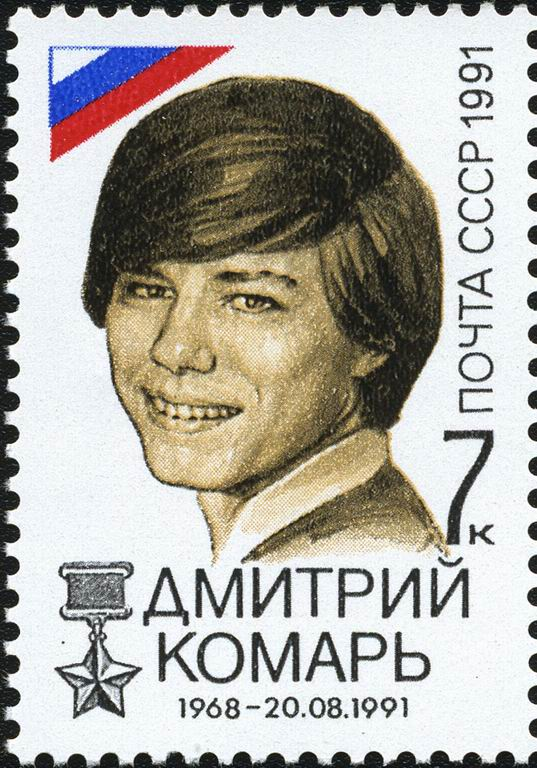
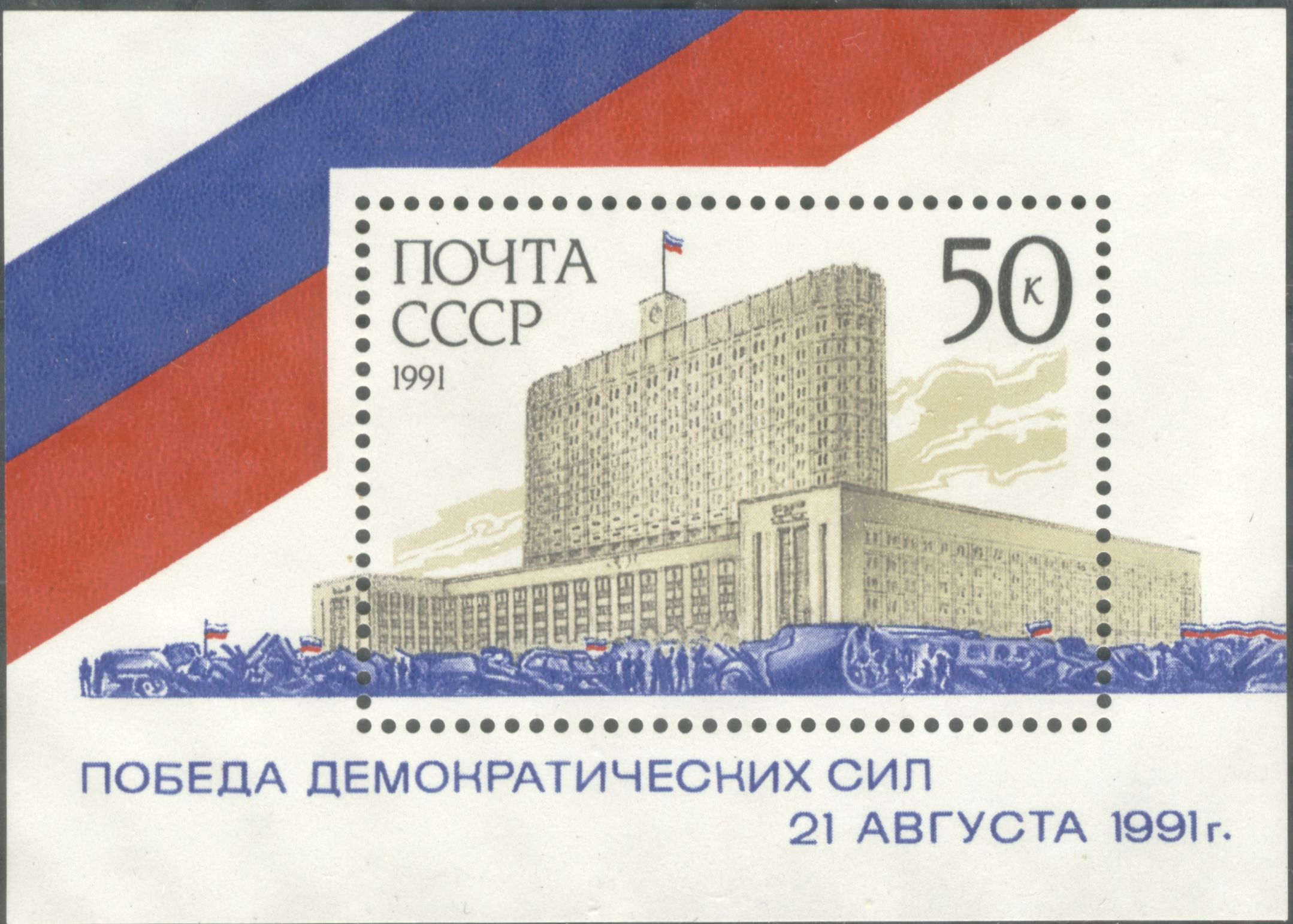

## Reakcje międzynarodowe
Gorbaczow i Jelcyn byli wcześniej ostrzegani, np. przez prezydenta USA, że może dojść do takiej próby przejęcia władzy w Rosji. Świat zareagował jednak spokojnie. Puczystów poparli Saddam Husajn i Mu’ammar Kadafi, a także inne państwa komunistyczne. Wsparcia legalnym władzom ZSRR i Rosji Radzieckiej udzieliło większość państw zachodnich.

### Reakcje w Polsce
Wieści z Moskwy, początkowo szokujące, przyjęte zostały następnie z w miarę spokojnym wyczekiwaniem na dalszy bieg wypadków. Jedynie pod ambasadą ZSRR zebrało się ok. 200 osób skandujących hasła przeciwko puczystom. Polskie władze wobec wahania, nie ogłosiły jasnego stanowiska, co m.in. uchroniło od potencjalnych problemów dyplomatycznych później, wobec upadku puczu. Po jego niepowodzeniu potępili puczystów.

## Rola w kulturze
- Wydarzeniom puczu moskiewskiego poświęcił swoją balladę Upadek Związku Radzieckiego polski poeta Jacek Kaczmarski[20] (tekst utworu);
- Również zespół piosenki kabaretowej Trzeci Oddech Kaczuchy śpiewał w latach 90. piosenkę Pucz w Moskwie autorstwa Andrzeja Janeczki.

## Kontrowersje
Zeznania uczestników puczu, jak i samego Michaiła Gorbaczowa różnią się od siebie. Przywódca puczu – Giennadij Janajew twierdził, że Michaił Gorbaczow był zdrajcą i jeśli Gorbaczowowi rzeczywiście zależało na uniknięciu wprowadzenia stanu wyjątkowego, to mógł „lecieć do Moskwy i zabronić im przeprowadzenia tej akcji”. W 1994 roku Kolegium Wojskowe Sądu Najwyższego Rosji orzekło, że w 1991 roku w ZSRR nie było żadnego przewrotu. Sami uczestnicy puczu są zgodni, że Gorbaczow wspólnie z nimi przygotowywał wprowadzenie stanu wyjątkowego. W 2011 roku Michaił Gorbaczow przyznał, że wiedział o przygotowaniach do zamachu stanu, czemu wcześniej stanowczo zaprzeczał.